# كايل هيل
كايل هيل (بالإنجليزية: Kyle Hill)‏ مواليد 7 أبريل 1979 في شيكاغو، هو لاعب كرة سلة أمريكي معتزل. بدأ مسيرته الاحترافية في سنة 2001. تم اختياره من قبل فريق دالاس مافيريكس خلال الدرافت. يبلغ طوله 6 قدم 2.75 بوصة (1.9 م). اعتزل اللعب في 2012.

## المسيرة الاحترافية
لعب مع أسفيل باسكت في الدوري الفرنسي في موسم 2001–2002، ثم لعب مع إيه إي كي في سنة 2003، ثم لعب مع بييلا لكرة السلة في موسم 2003–2004، ثم لعب مع زادار في موسم 2004–2005، ثم لعب مع أماتوري أوديني في موسم 2005–2006، ثم لعب مع سانت جوسيب في الدوري الإسباني في سنة 2006، ثم لعب مع بوسنا رويال في سنة 2007، ثم لعب مع أماتوري أوديني في سنة 2008، ثم لعب مع أليكانتي من سنة 2008 إلى 2010.

## روابط خارجية
- كايل هيل على موقع الدوري الأوروبي لكرة السلة (الإنجليزية)
- كايل هيل على موقع سبورتس رفرنس (الإنجليزية)
- كايل هيل على موقع الدوري الإسباني لكرة السلة (الإسبانية)
- كايل هيل على موقع كرة السلة الأوروبية.كوم (الإنجليزية)
- كايل هيل على موقع كلية كرة السلة في سبورتس رفرنس.كوم (الإنجليزية)
- كايل هيل على موقع ريلجم (الإنجليزية)
- كايل هيل على موقع بروبوليرز (الإنجليزية)
- كايل هيل على موقع سبورتس رفرنس (الإنجليزية)